# Йордаке Конта
Йордаке Конта (рум. Iordache Contra) — господар Молдовського князівства в 1802 році.

## Правління
Точні дати життя невідомі.
Був правителем Молдовського князівства короткий час з 19 вересня по 28 жовтня 1802 як логофет у числі інших каймакамів.